# Varaždinská župa
Varaždinská župa (chorvatsky Varaždinska županija) je župa na severu území Chorvatska. Patří k menším župám v zemi, jejím hlavním městem je Varaždin.

## Charakter župy
Na západě hraničí Varaždinská župa se Slovinskem, na severu s Mezimuřskou župou, na východě s Koprivnicko-Križeveckou župou a na jihu pak se Záhřebskou a Krapinsko-zagorskou. Na jihu je její území mírně kopcovité, na severu a u hlavního města Varaždinu je nížina, jíž protéká řeka Drava. Je to zemědělský kraj, existují zde ale i nábytkářské, kožedělné i textilní závody. Hlavní silniční tepnou je dálnice, která spojuje hlavní město země Záhřeb s Maďarskem.

## Města
- Varaždin (hlavní)
- Ivanec
- Ludbreg
- Lepoglava
- Novi Marof
- Varaždinske Toplice